# 1105 pr. n. št.
1105 pr. n. št. je bilo leto predjulijanskega rimskega koledarja.
Oznaka 1105 pr. Kr. oz. 156 AC (Ante Christum, »pred Kristusom«), zdaj posodobljena v 1105 pr. n. št., se uporablja od srednjega veka, ko se je uveljavilo številčenje po sistemu Anno Domini.

## Rojstva
- Di Šin, zadnji kralj kitajske dinastije Šang († 1046 pr. n. št.)